# Малайзія на літніх Олімпійських іграх 1964
Малайзія брала участь в Літніх Олімпійських іграх 1964 року в Токіо (Японія) вперше за свою історію, але не завоювала жодної медалі.